# Live in San Francisco
| Críticas profissionais | Críticas profissionais |
| Avaliações da crítica  | Avaliações da crítica  |
| Fonte                  | Avaliação              |
| ---------------------- | ---------------------- |
| Allmusic               | [ 1 ]                  |
| Whiplash               | [ 2 ]                  |

Live in San Francisco é um álbum duplo ao vivo do guitarrista virtuoso estadunidense Joe Satriani.
O álbum foi lançado em CD e DVD no dia 19 de Junho de 2001, e traz imagens e sons do show realizado na casa de shows "The Fillmore" na cidade San Francisco-CA, em Dezembro de 2000.

## Faixas
Todas as canções foram escritas por Joe Satriani, exceto onde especificado.